# Lenggrieser Straße 52 (Bad Tölz)
Das Areal an der Lenggrieser Straße 52 war eine Holzfabrik in der oberbayerischen Kurstadt Bad Tölz.
Teile des Gebäudebestandes stehen unter Denkmalschutz und sind unter der Nummer D-1-73-112-402 in die Bayerische Denkmalliste eingetragen.

## Lage
Das Fabrikgelände an der Lenggrieser Straße 52 umfasste zeitweise eine Fläche von fast 15 Hektar. Diese erstreckte sich zwischen Lenggrieser Straße und Isar von der B 472 bis südlich der Einmündung der Roßsteinstaße.

## Geschichte
Die heutige Moralt AG wurde 1900 als Holzverarbeitungsfabrik in Bad Tölz durch Schreinermeister August Moralt gegründet. Mit dem Erwerb der Schletzbaumsäge direkt an der Isar zog der Betrieb an den Standort in der heutigen Lenggrieser Straße 52 um.

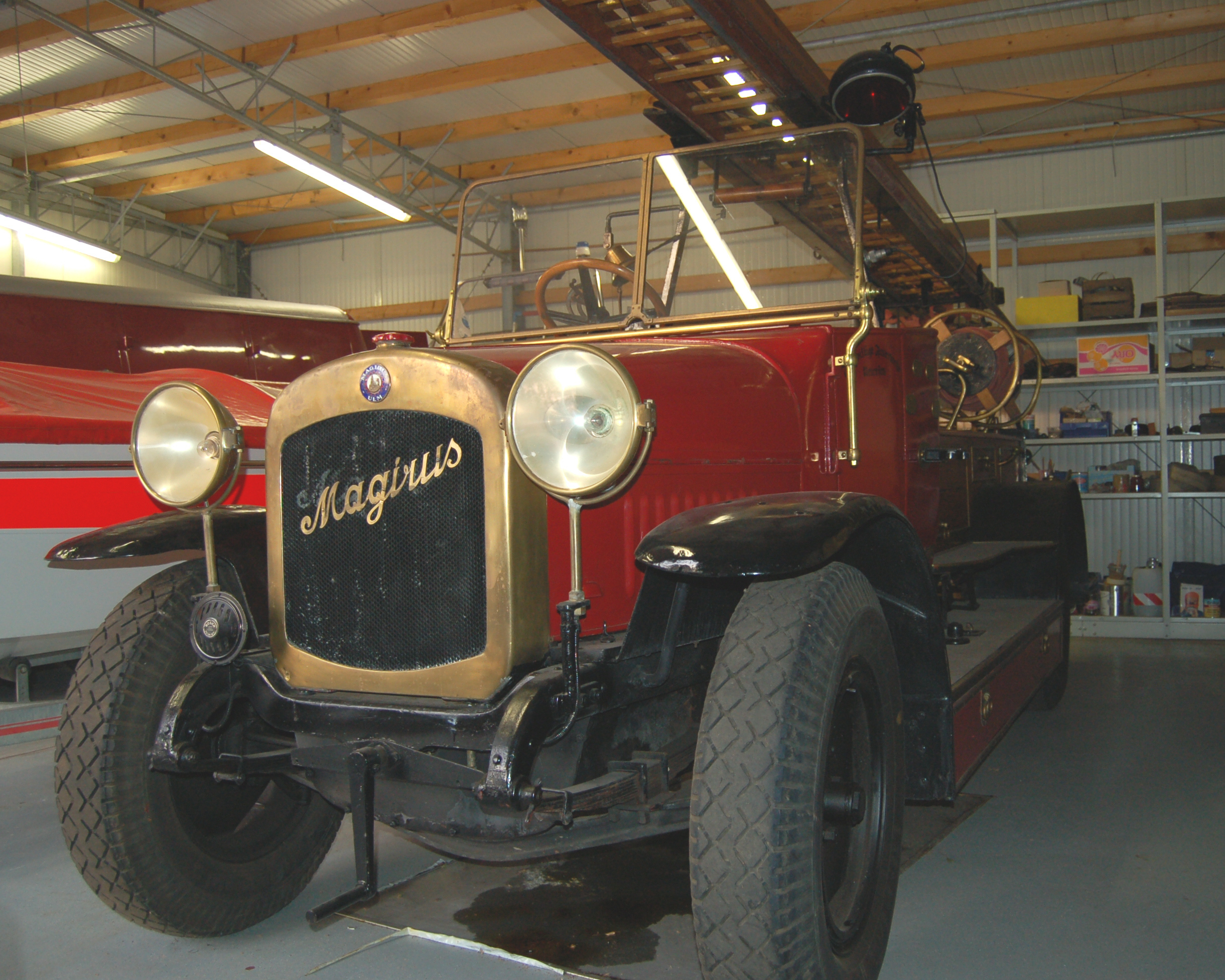
Magirus Bayern

Am 25. April 1924 etwa um 4 Uhr morgens, kurz vor dem Beginn der Frühschicht kam es zu einem verheerenden Feuer in der Fabrik. Neben der Feuerwehr Bad Tölz waren die Feuerwehren der umliegenden Gemeinden Dietramszell, Ellbach, Gaißach, Greiling, Hechenberg, Lenggries, Oberfischbach, Piesenkam, Reichersbeuern, Sachsenkam, Tegernsee, Waakirchen und Wackersberg an den Löscharbeiten beteiligt. Überregional rückten auch die Feuerwehren aus München und Holzkirchen an. Durch einen Schaden am Getriebe der erst kurz zuvor für die Feuerwehr Bad Tölz beschafften Motorspritze Magirus Bayern konnte die Pumpe nicht zugeschaltet werden, was eine frühe Ausbreitung des Brandes begünstigte. Auch drei Fahrzeuge aus München und Holzkirchen blieben wegen Radbrüchen bei der Anfahrt nach Bad Tölz liegen. Zudem sollen Handfeuerlöscher der Fabrik versagt und Anschlüsse für die werkseigenen Hydranten gefehlt haben. Die Feuerwehren konnten ein Übergreifen der Flammen auf umliegende Wohnhäuser verhindern. Die Türenfabrik mit den modernen Maschinen und die Trockenanlage wurden ein Raub der Flammen, das Sägewerk und das Maschinenhaus konnten vor einer Zerstörung bewahrt werden.
Unmittelbar nach dem Brand wurde mit dem Wiederaufbau begonnen. 1924 und 1925 wurde das Fabrikgebäude mit Produktionshalle errichtet. Die südliche Erweiterung erfolgte nach 1925. 1925 und 1926 wurde das Schlosserei- und Zimmereigebäude erbaut und 1933 und vor 1953 erweitert. Das Verwaltungsgebäude mit Durchfahrt entstand 1950 und 1951, die Aufstockung erfolgte 1956. Das Erweiterungsgebäude wurde 1969 fertiggestellt.
1985/86 wurde das Wohngebäude am südlichen Ende des Areals abgerissen, die Arbeiten wurden in der Fernsehserie Irgendwie und Sowieso festgehalten.
1987 wurde die Modernisierung der Fabrik und die Errichtung einer neuen Fertigungsanlage abgeschlossen.
Um 2000 wurde ein Teil des Fabrikgeländes im Norden in den sog. Moraltpark als Gewerbegebiet umgewandelt.
2016 zog die Moralt AG an einen neuen Standort in Hausham um.
Ab 2022 bemühte sich die Stadt Bad Tölz mit Einbeziehung der Bürger um eine sinnvolle Nachnutzung des 6,5 Hektar großen Geländes. Nach Machbarkeitsstudien, Verhandlungen mit den neuen Grundbesitzern und einer Umwidmung des Areals von einem Gewerbe- in ein Mischgebiet wurde Anfang 2025 das fertige Planungskonzept vorgestellt.
Die Certina Holding und die denkmalneu GmbH wollen – auf Grundlage eines städtebaulichen Vertrags mit der Stadt Bad Tölz – das ehemalige Fabrikgelände neu beleben. Geplant sind rund 41.000 Quadratmeter für Gewerbe und etwa 49.000 Quadratmeter für Wohnungen, 20 Prozent davon zu bezahlbaren Mieten. Geplant sind zudem Plätze und Gastronomie, gegebenenfalls auch ein Tagungshotel und ein großer Veranstaltungsraum. Diese Baumaßnahmen sollen bis etwa 2035 abgeschlossen sein. Zuvor jedoch sollen die denkmalgeschützten Gebäude saniert werden. Für diese Gebäude sind Büros und Gewerbeflächen vorgesehen, das Fabrikgebäude könnte zu einem Hotel umgebaut werden.

## Baubeschreibung
Auf dem ehemaligen Areal der Holzfabrik stehen mehrere Bauwerke unter Denkmalschutz.
Das Fabrikgebäude ist ein dreigeschossiger Stahlbetonbau mit einseitig abgewalmtem Steildach, traufseitigem Turm und Uhrentürmchen. Die nördlich angeschlossene Produktionshalle hat ein flaches Satteldach und verglaste Dachaufbauten. Die Gebäude wurden von 1924 bis 1925 errichtet, die südliche Erweiterung erfolgte nach 1925.
Beim Schlosserei- und Zimmereigebäude handelt es sich um einen einseitig abgeschleppten Flachsatteldachbau mit Wiederkehr. Das Gebäude wurde 1925 bis 1926 errichtet und 1933 und vor 1953 erweitert.
Das Verwaltungsgebäude ist ein dreigeschossiger Walmdachbau mit Durchfahrt nach Plänen von Simon Schneider. Es wurde 1950 bis 1951 erbaut und 1956 aufgestockt. Das Erweiterungsgebäude ist ein viergeschossiger Stahlbetonskelettbau mit Flachdach und gerasterten Fassaden. Traufseitig finden sich eine plastisch hervortretende Betongitterstruktur, eine tiefliegende Fensterebene und holzverkleideten Fensterbrüstungen. Das Erweiterungsgebäude wurde 1969 nach Plänen von Günther Menges errichtet.

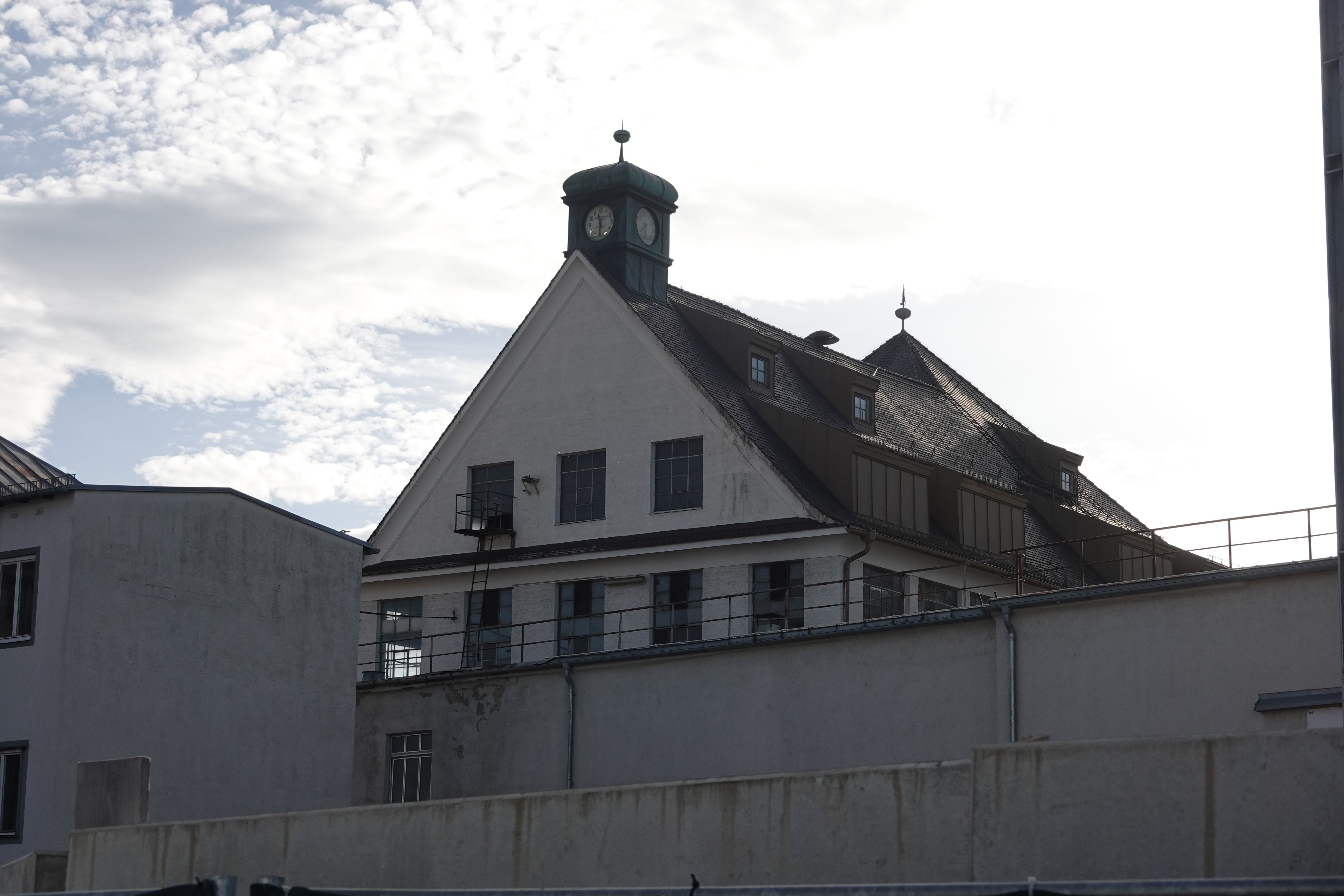
Fabrikgebäude
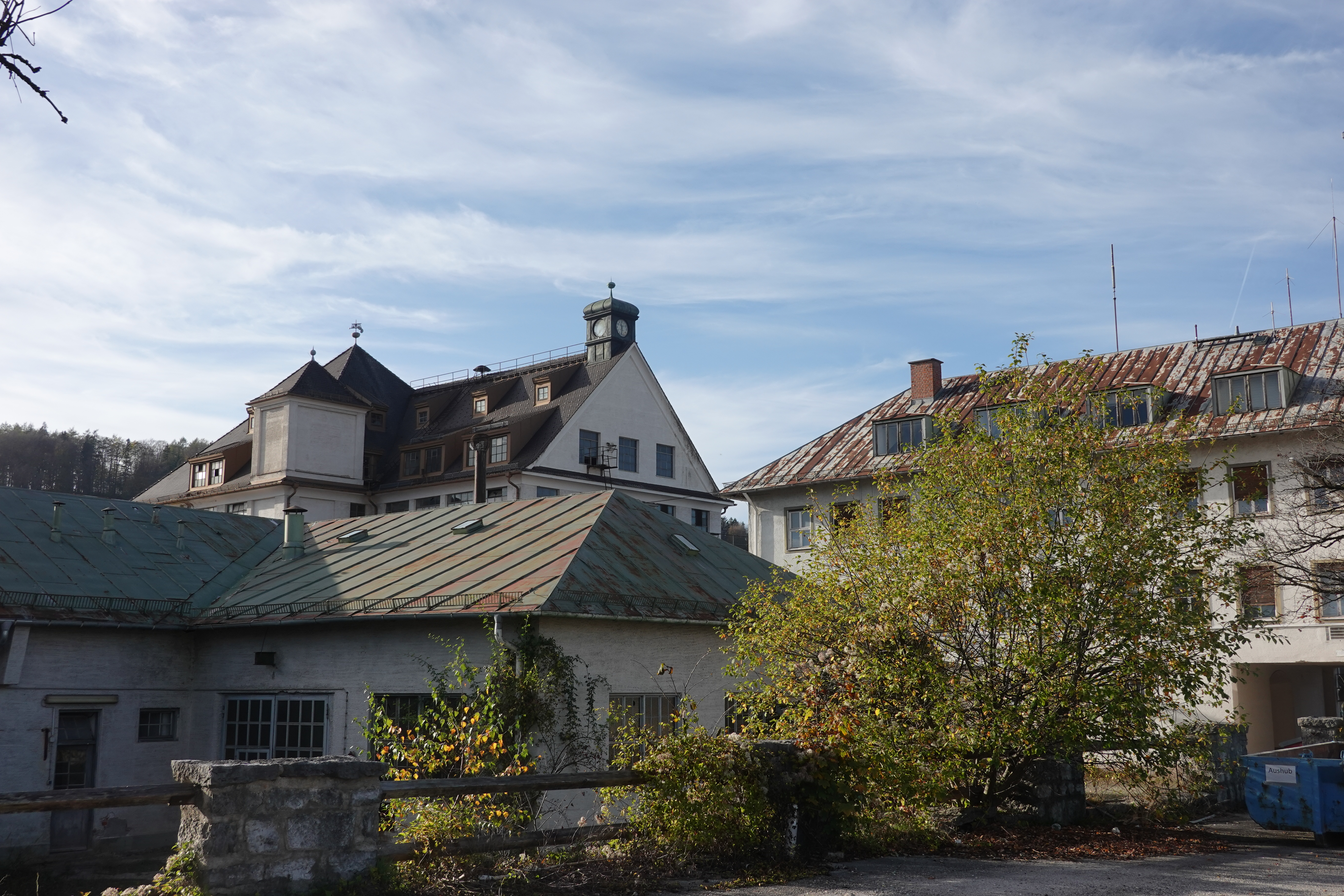
Fabrikgebäude, im Vordergrund Schlosserei- und Zimmereigebäude, rechts Verwaltungsgebäude
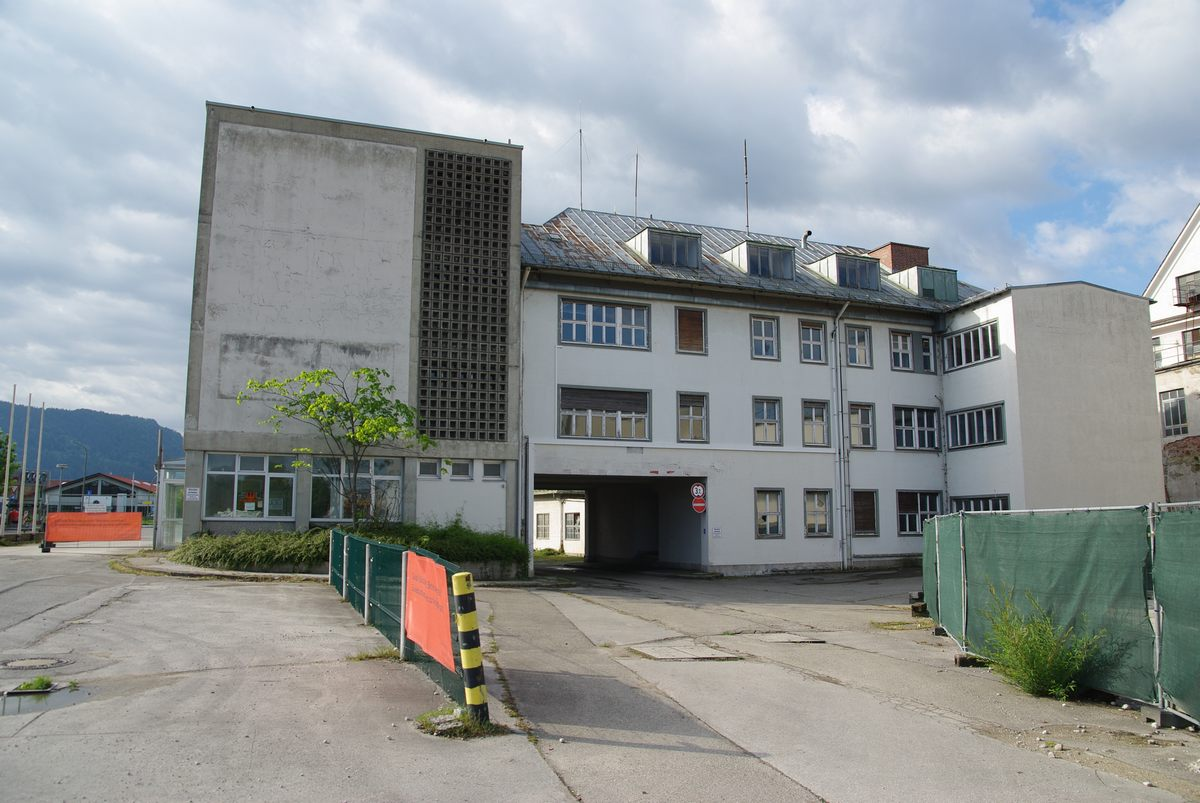
Verwaltungsgebäude mit Durchfahrt und Erweiterungsbau (links)
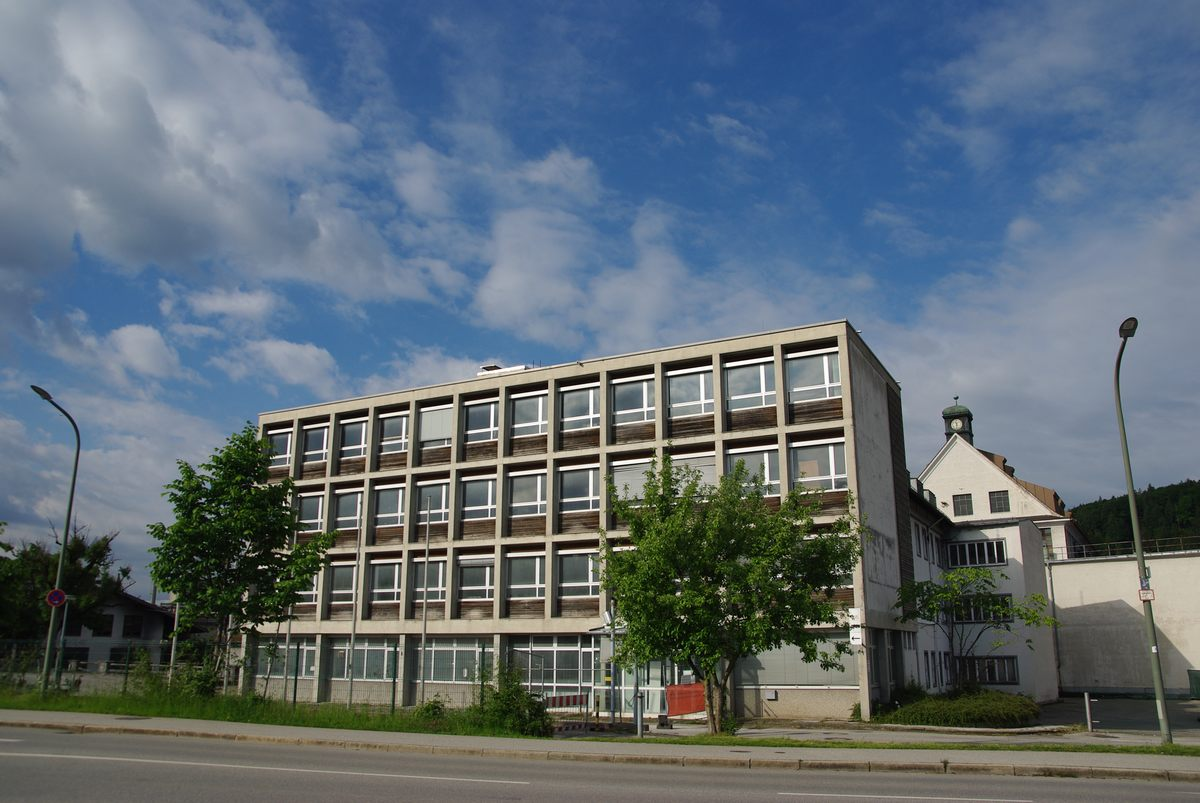
Erweiterungsbau, im Hintergrund das Fabrikgebäude

## Nutzung als Filmkulisse

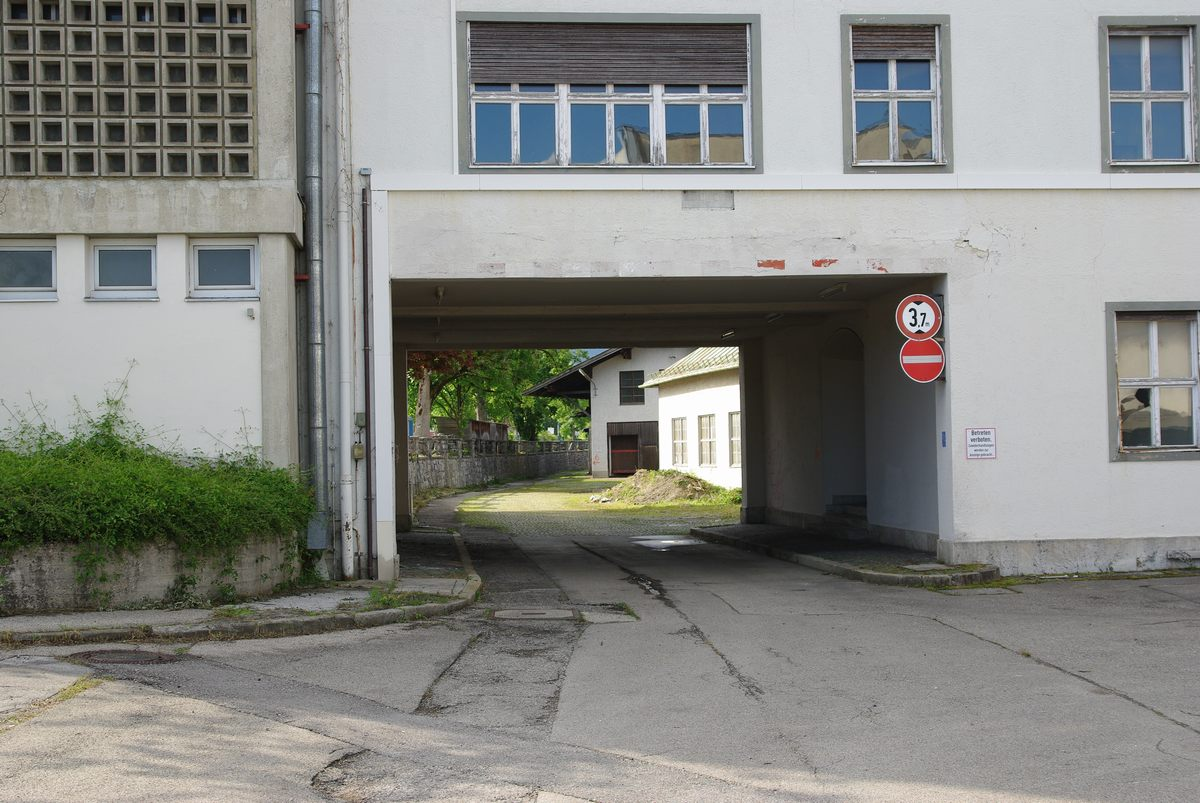
Zufahrt „Martin Binser – Holzfabrik“

Das Firmengelände an der Lenggrieser Straße diente in der bayerischen „Kultserie“ Irgendwie und Sowieso als Filmkulisse für die Holzfabrik Martin Binser. Das Gelände war einer der Hauptdrehorte der Serie, dort entstanden Innen- und Außenaufnahmen der Holzfabrik. Die Größe der Fabrik und des weiteren, umliegenden Grundbesitzes des schwerreichen Eigentümers Martin Binser (gespielt von Toni Berger) wurde in der Serie mehrmals mit „Hinterm Binser, vorderm Binser, links und rechts vom Binser – alles Land ist inser“ (Franz Xaver Bogner: Irgendwie und Sowieso, Ringo, 30:00 min) unterstrichen. Vor allem die markante Durchfahrt, die als Teil des Verwaltungsgebäudes unter Denkmalschutz steht, wurde in der Serie oft in Szene gesetzt.
In der letzten Folge der Serie wurde der Abriss eines Wohnhauses am südlichen Ende des Areals (etwa auf Höhe Einmündung Roßsteinstraße) in die Handlung eingebaut. Im Hintergrund sind die Bauarbeiten für die 1987 in Betrieb genommene neue Fertigungsanlage zu sehen.